# Ihar Sjytaŭ

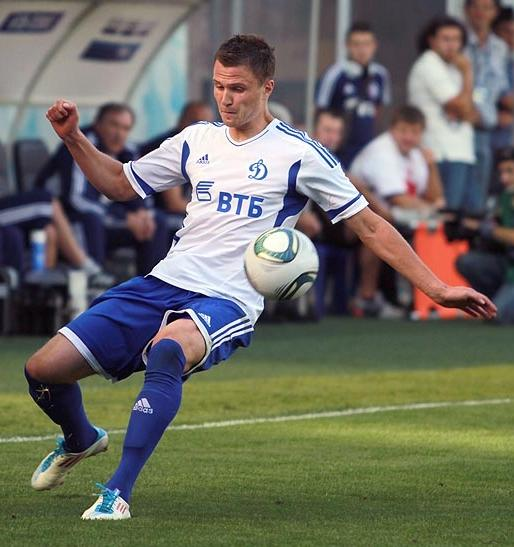
Ihar Sjytaŭ i en match för Dynamo Moskva år 2011.

Ihar Sjytaŭ (vitryska: Ігар Сяргеевіч Шытаў, Ihar Siarhejevitj Sjytaŭ; ryska: И́горь Серге́евич Ши́тов, Ígor Sergéjevitj Sjítov), född 24 oktober 1986 i Polotsk i Sovjetunionen, är en vitrysk fotbollsspelare. Han spelar som back för FK Astana i Premjer Ligasy. Han har tidigare spelat för bland annat FC Mordovia Saransk, Dynamo Moskva och BATE Borisov. Han har även spelat 51 landskamper för Vitrysslands herrlandslag i fotboll.